# Spendrups bryggeri, Vårby

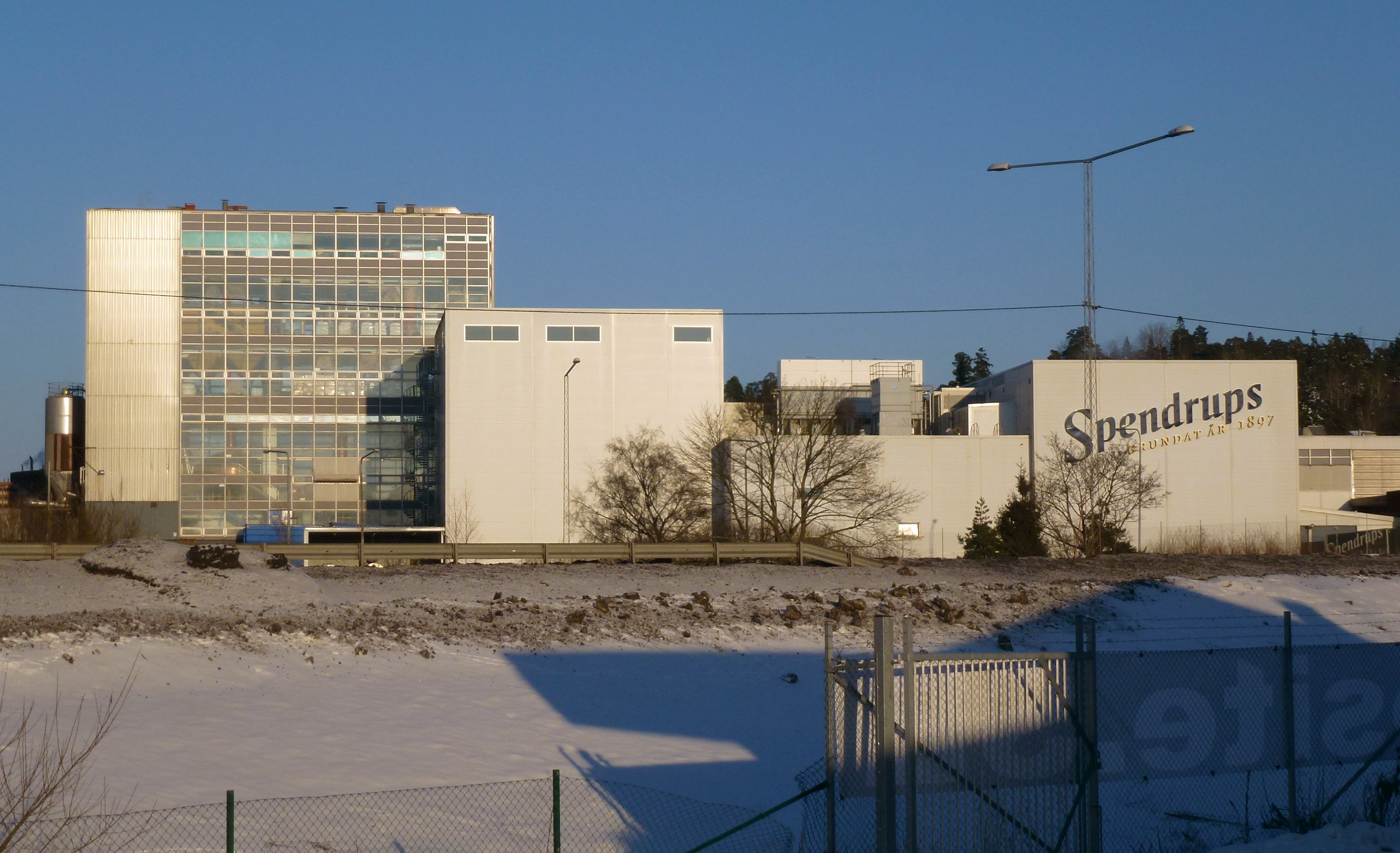
Spendrups bryggeri i Vårby, fasader mot syd, januari 2013.

Spendrups bryggeri i Vårby är ett numera nedlagt bryggeri för öl och läskedrycker i Vårby i Huddinge kommun. Anläggningen förvärvades år 1989 av Spendrups Bryggeri AB från Kooperativa Förbundet. Produktionen nedlades 2013, därmed försvann det sista kvarvarande bryggeriet av större mått i Stockholms län. Det finns planer på att området skall bli en ny sjöstad med 1 500 bostäder 2026.

## Historik

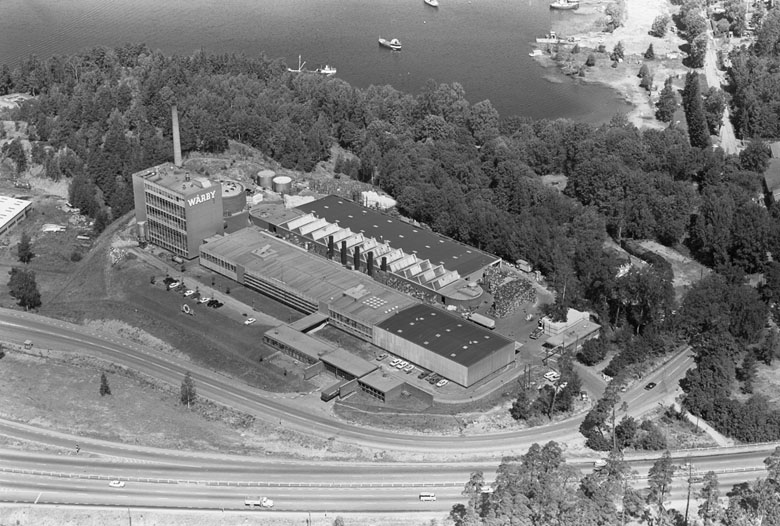
AB Wårby Bryggeriers anläggning 1969.

Bryggeriverksamheten och läskedryckstillverkningen gick tillbaka till Vårby källa som 1709 fick kungligt privilegium som surbrunn, Wårby Hälsobrunn (bildad 1934) och Wårby Bryggerier (bildat 1970 av KF). Nuvarande anläggning med det stora, glasade brygghuset mot Södertäljevägen (E4/E20) färdigställdes år 1963 efter ritningar av den danska arkitekten Leif Damgaard.

## Spendrups tar över

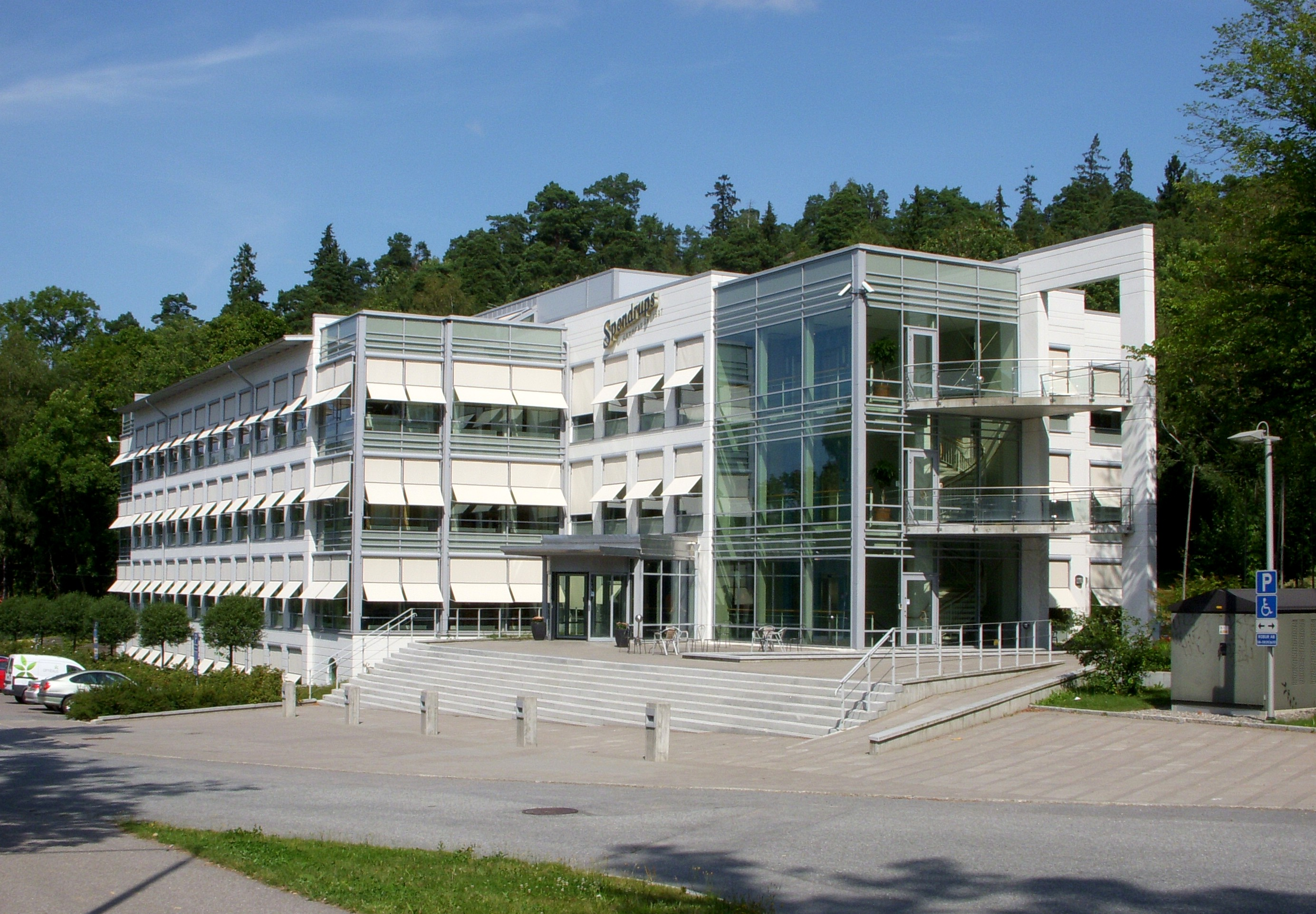
Spendrups huvudkontor Vårby allé 39.

År 1989 förvärvades Wårby Bryggerier av Spendrups Bryggeri AB. Anledningen var att produktionstaket i företagets andra anläggningar i Grängesberg hade uppnåtts. Dessutom var det kostsamt att transportera öl från Dalarna till Stockholm, där en stor del av produktionen avsattes. Affären blev till en början ett fiasko. När kopplingen mellan kooperationen och Wårby Bryggerier upplöstes, försvann även konsumföreståndarnas lojalitet till sin gamla leverantör och Spendrup tappade en ”säker” marknad. På längre sikt blev förvärvet dock en framgång och det mest taktiska Spendrups Bryggeri kunde göra. Under åren 1992–1996 ökade marknadsandelen i Sverige från 16 till närmare 23 procent. Företaget investerade även i läskedrycker och vatten på flaska, vilket innebar en utökning med märkena Loka och Linné. Till dessa kom dock inte längre vatten från Vårby källa till användning utan vanligt dricksvatten från Norsborgs vattenverk.
Under 2000 till 2002 genomfördes en omfattande renovering av det gamla brunnshuset från 1700-talets början som omvandlades till konferensanläggning. Renoveringen belönades år 2002 med Huddinge kommuns skönhetspris (ansvarig arkitekt Magnus Wiström). År 2004 förlade Spendrups även sitt huvudkontor till en nybyggd fastighet (ritad av Dalark arkitekter) vid Vårby allé. Då var bryggeriet Vårbys största arbetsplats med 350 medarbetare. Bryggeriet har om- och tillbyggts av sin nya ägare, som även investerade i ny produktionsutrustning fram till år 2011. Hjärtat i anläggningen är  brygghuset där vörtpannorna i koppar (invändig rostfritt stål) syns genom glasfasaden. Hela anläggningen omfattar 50 000 m².
Sista tiden fanns Spendrups fulla sortiment i produktion vid Vårby. Gällande öl: Mariestads, Norrlandsguld, Spendrups premium Lager, Pistonhead samt Brutal Brewing och på läsk- och vatten-sidan: Nygårda, Loka och Gravendal. År 2012 producerades i Vårby cirka 70 000 000 liter öl och cirka 68 000 000 liter läsk, vatten och cider.

### Exteriörbilder

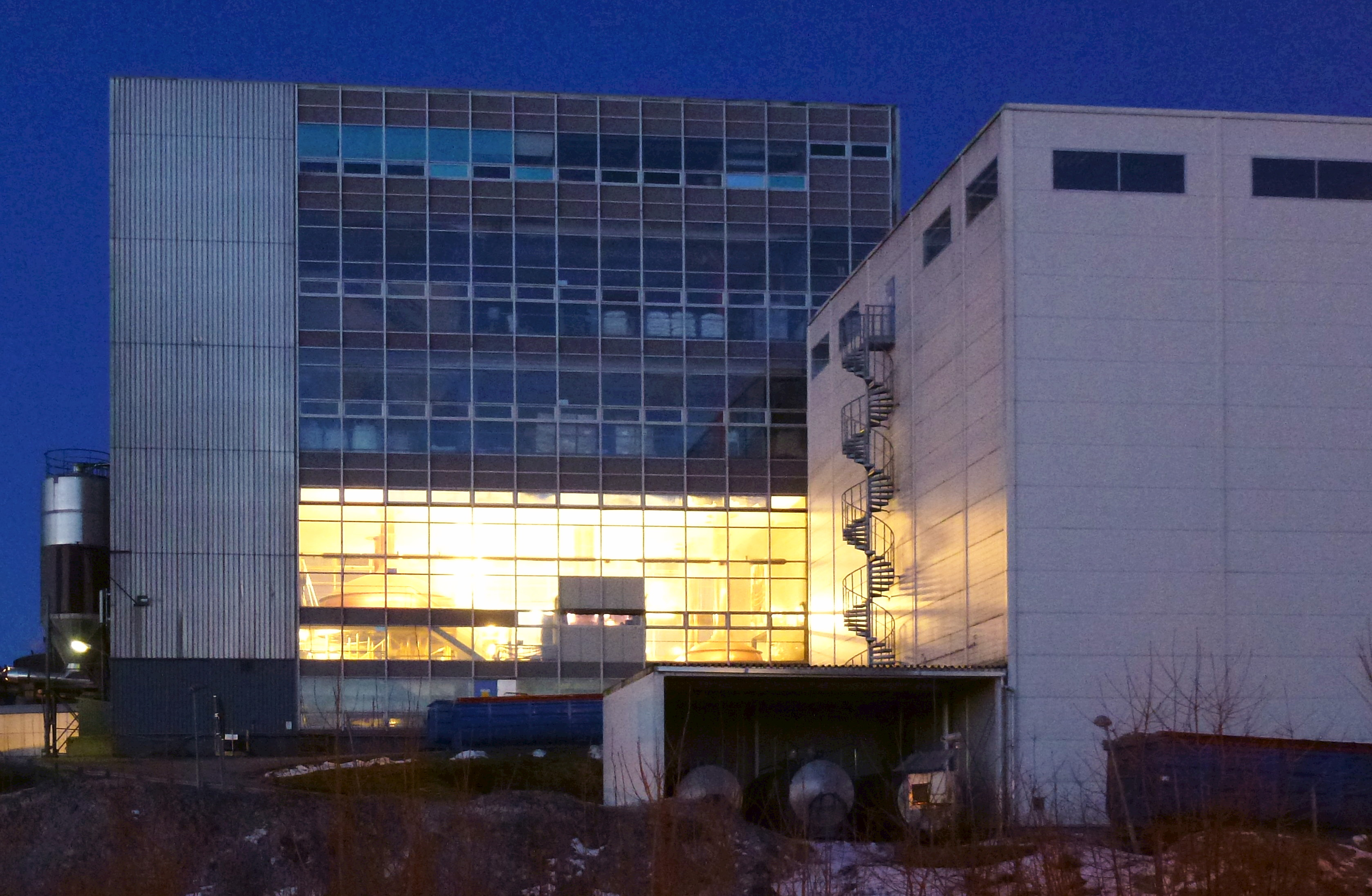
Brygghuset sett från syd
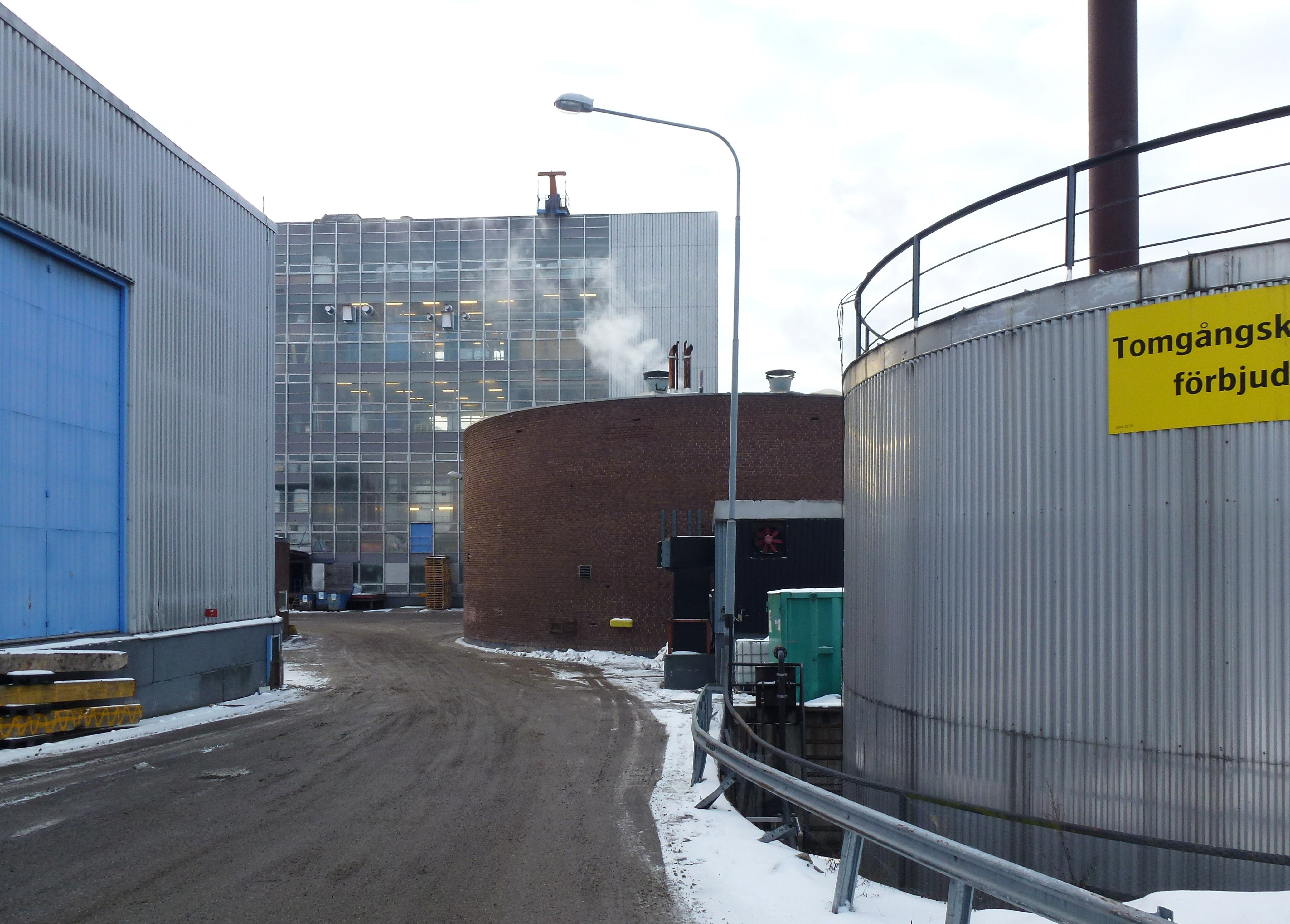
Anläggningen sedd från norr
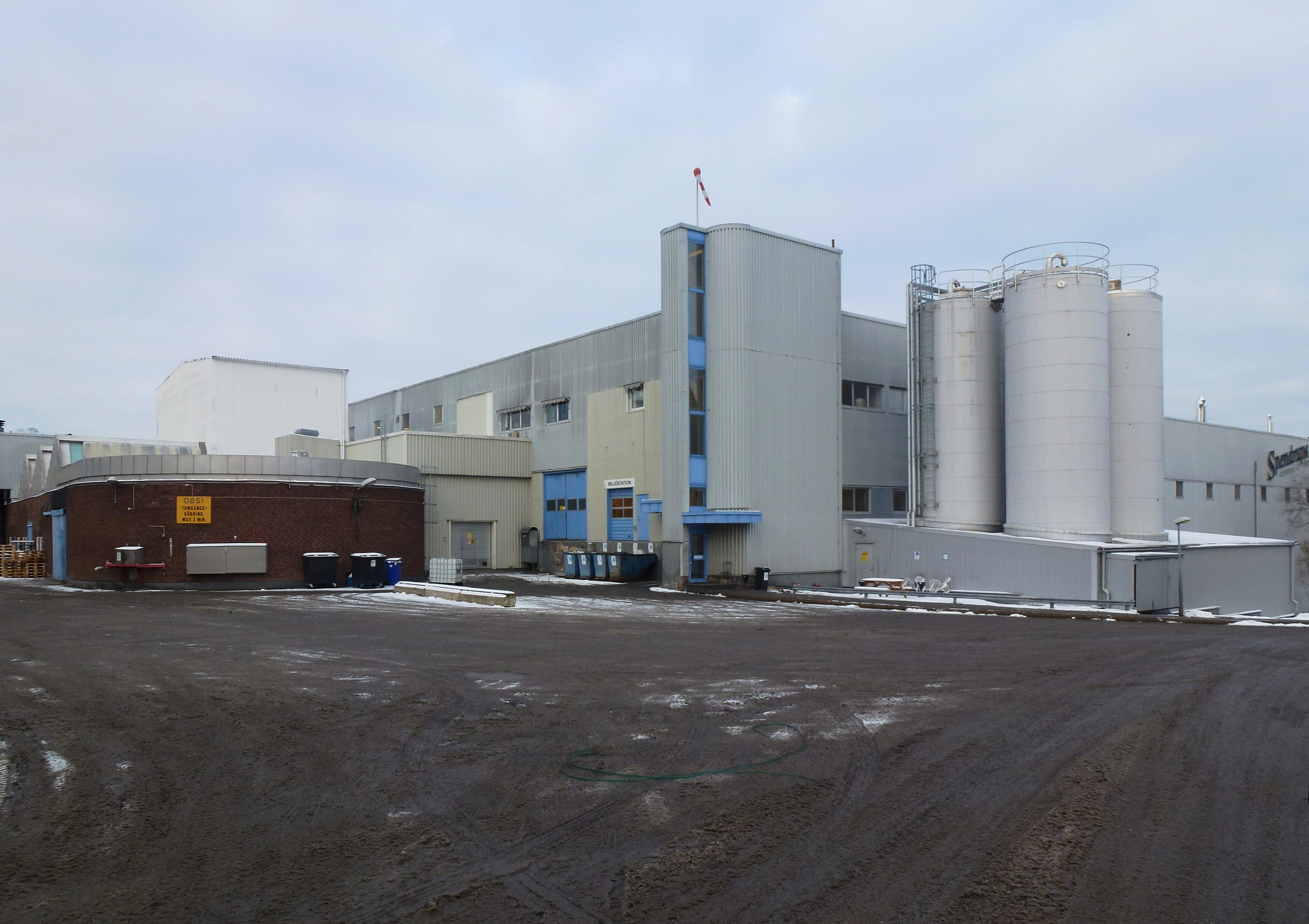
Anläggningen sedd från ost
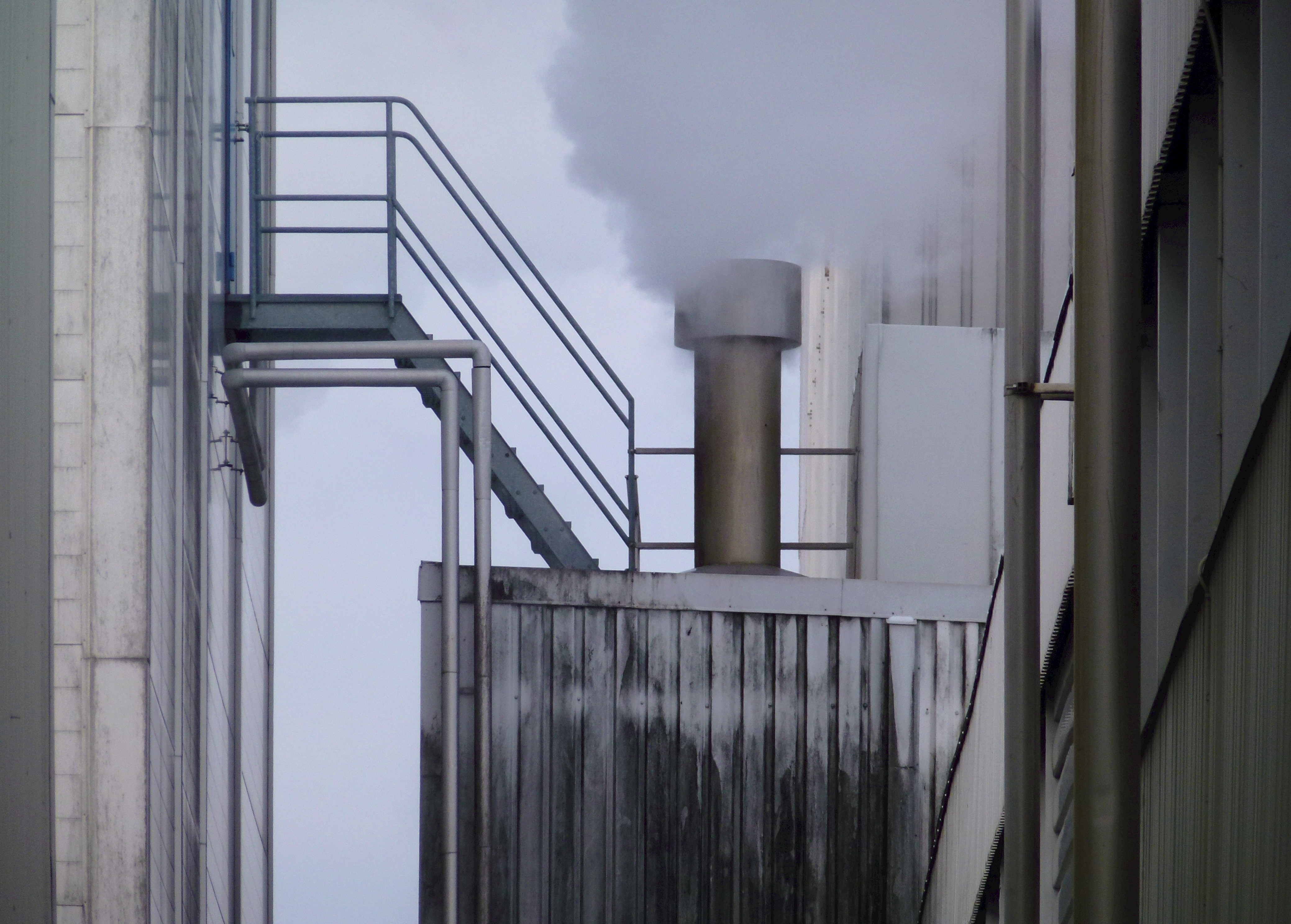
Detalj

### Interiörbilder
Interiörbilder från bryggeriet är tagna den 14 januari 2013.

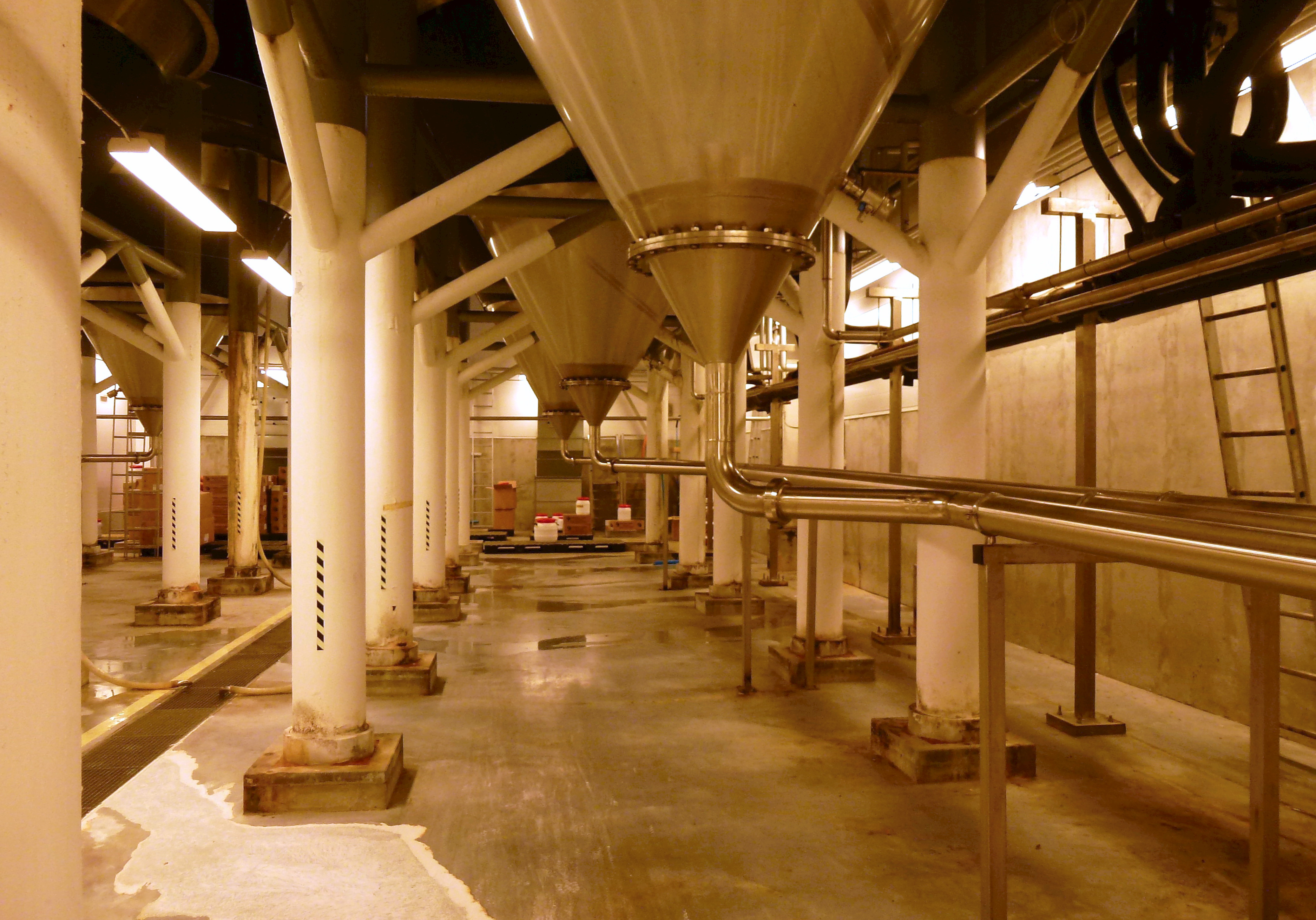
Jästankar
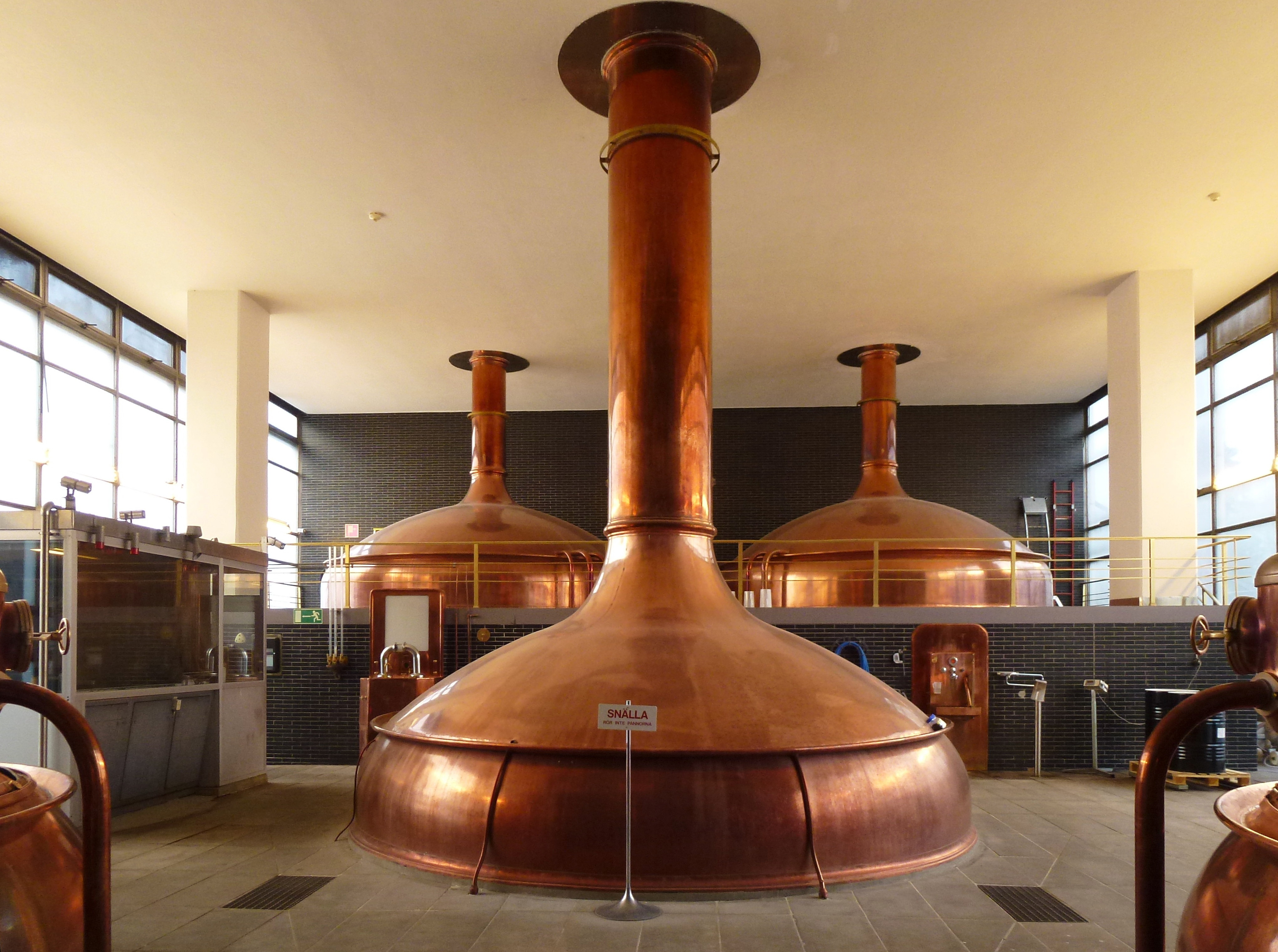
Vörtpannor
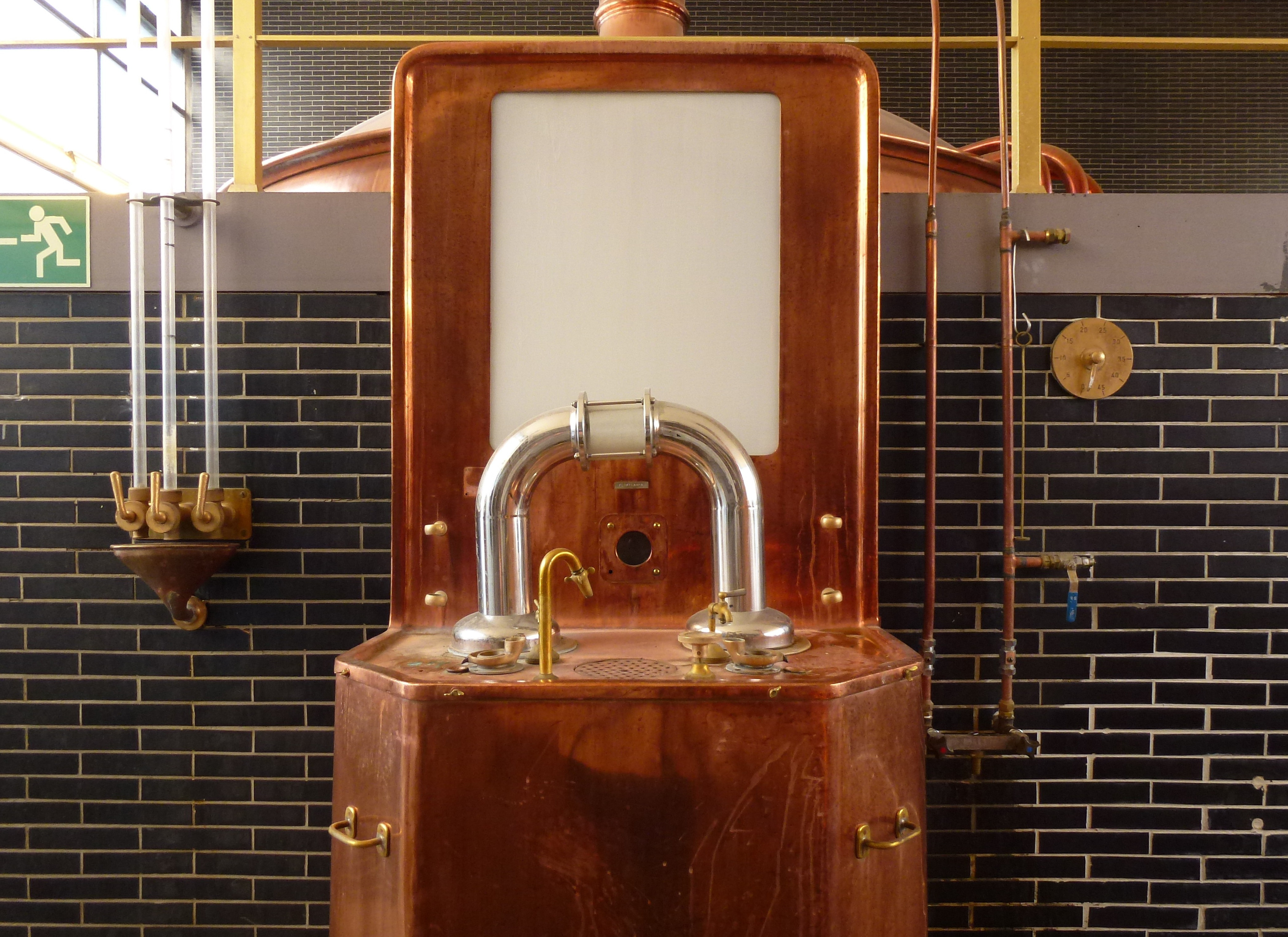
Kontroll
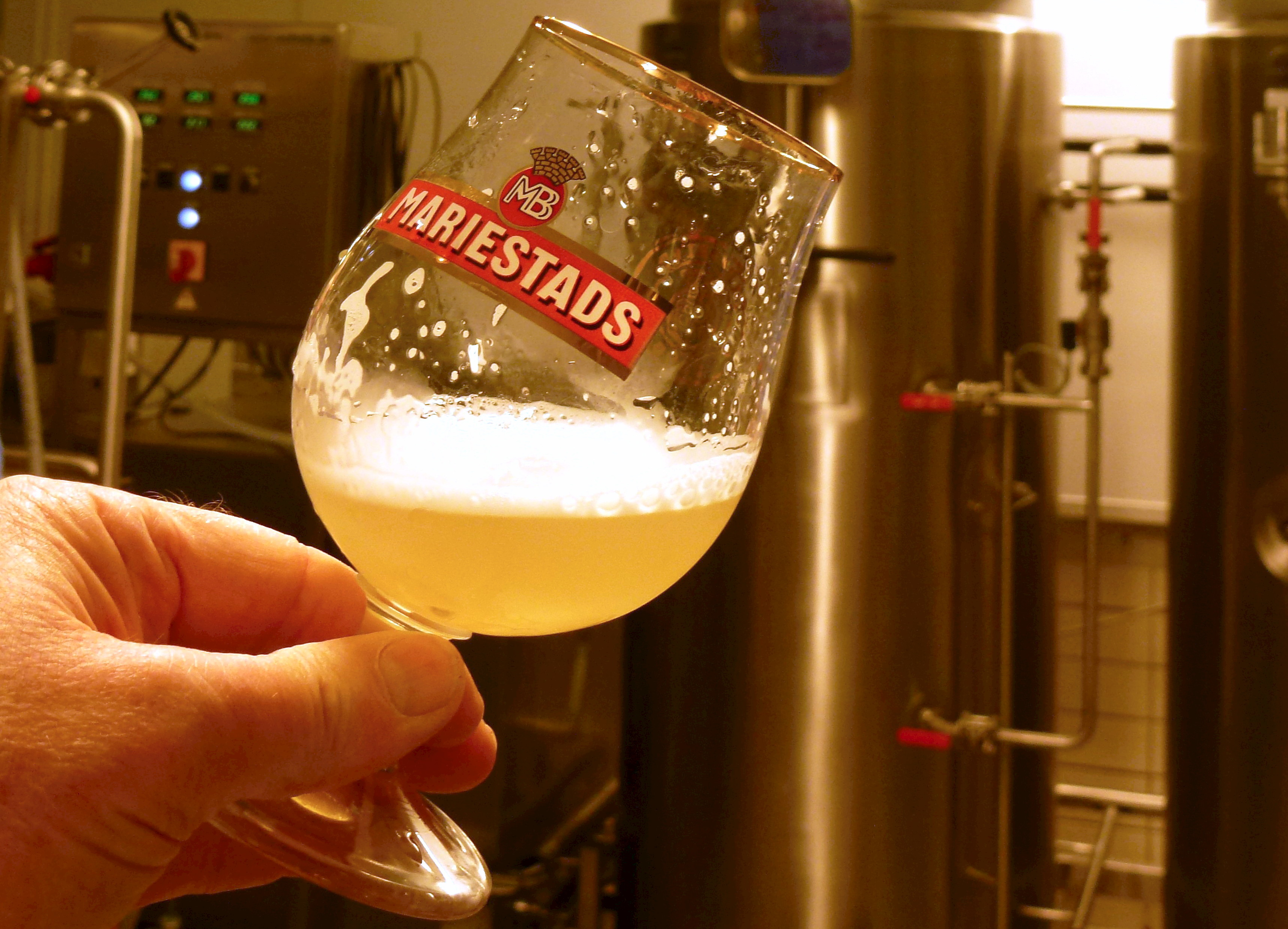
Provköket
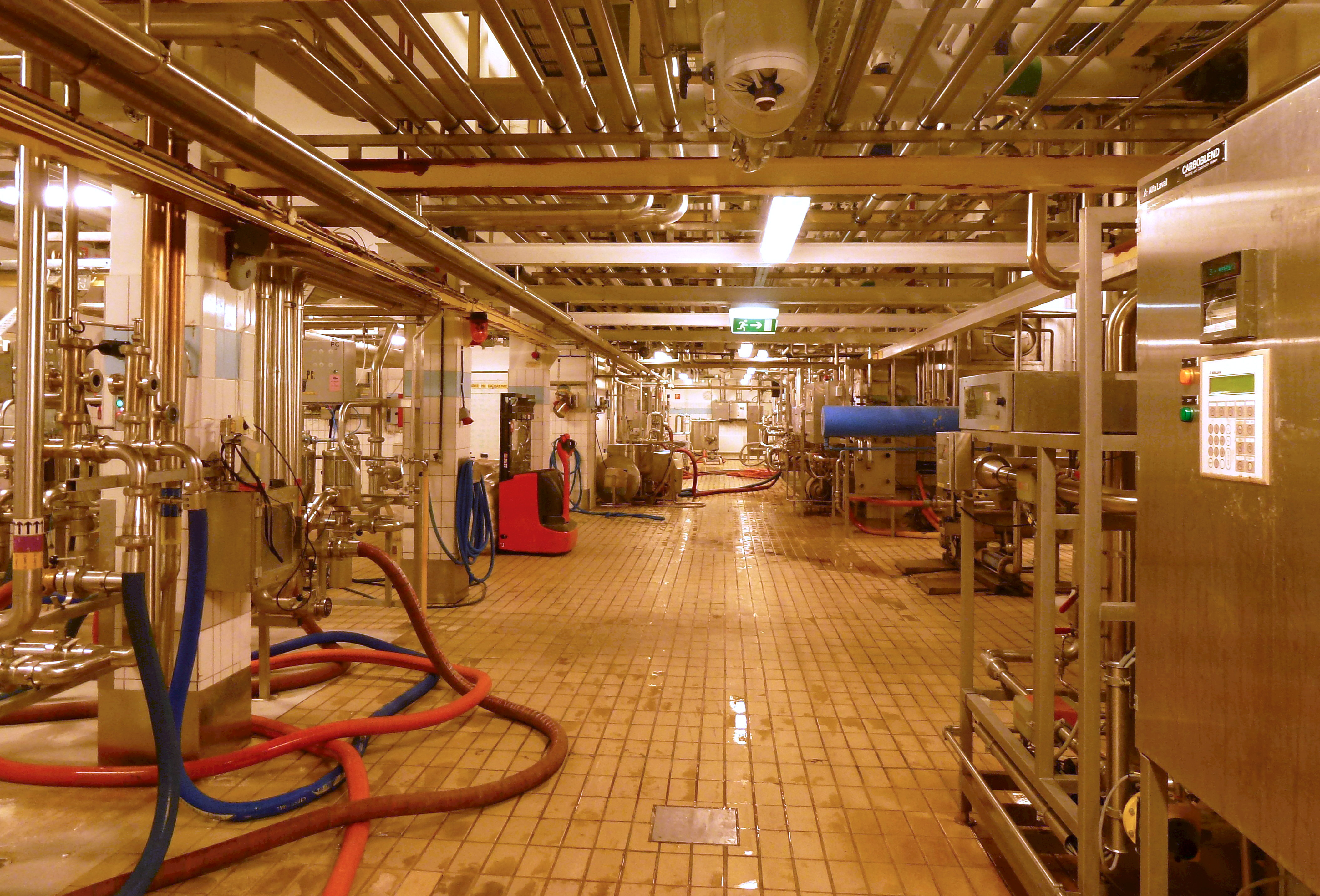
Processplanet
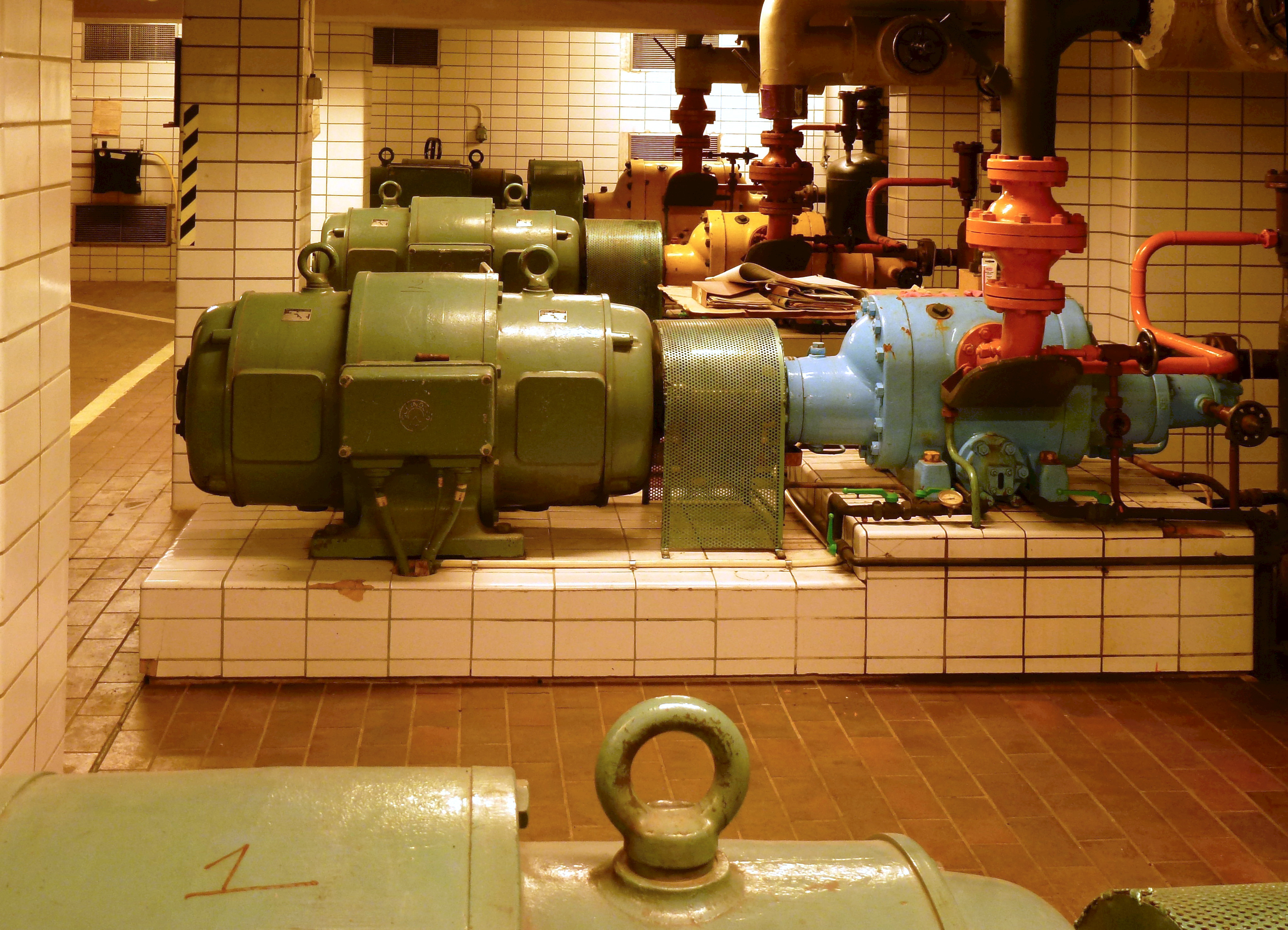
Kylmaskinrummet
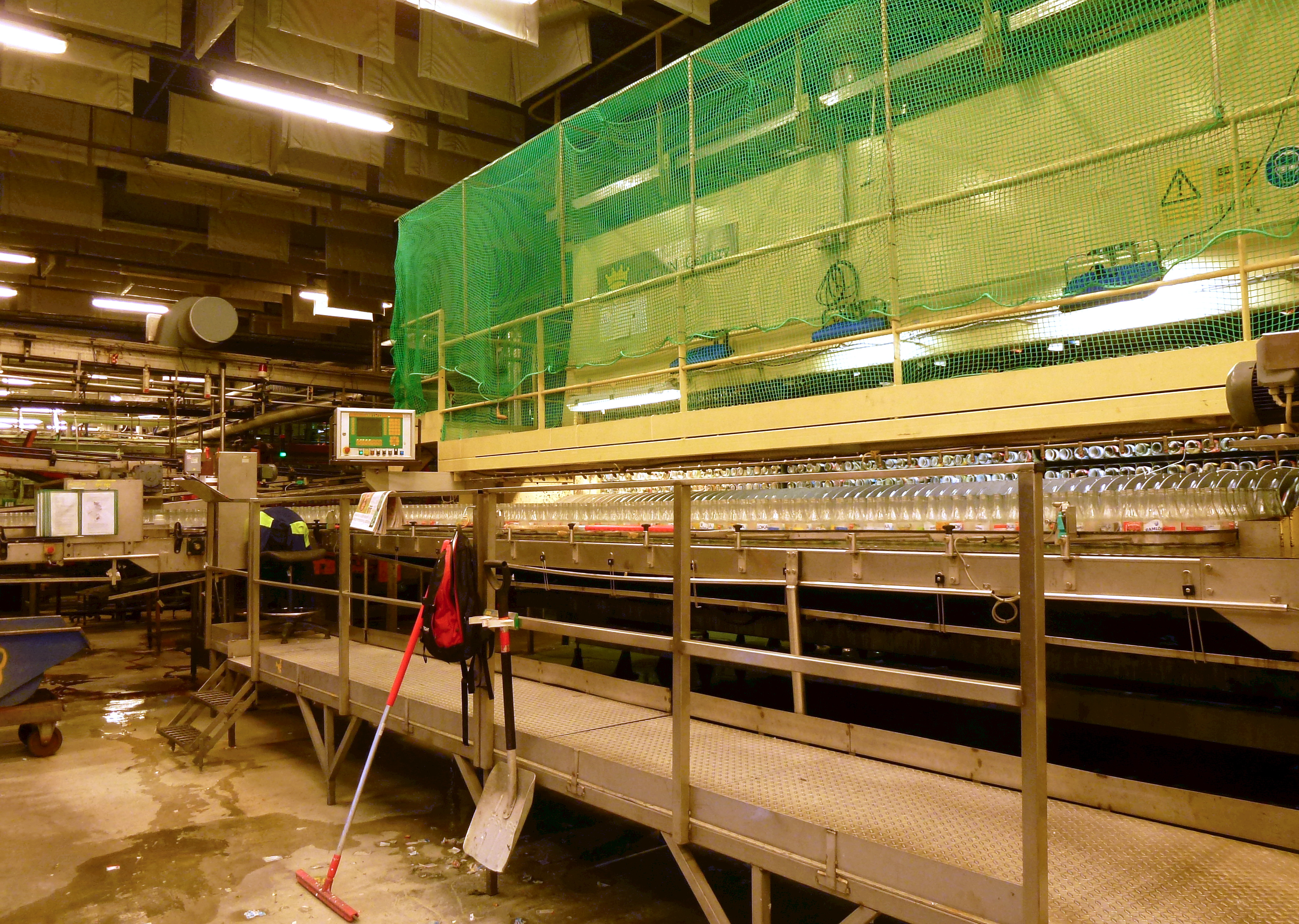
Flasktvätten
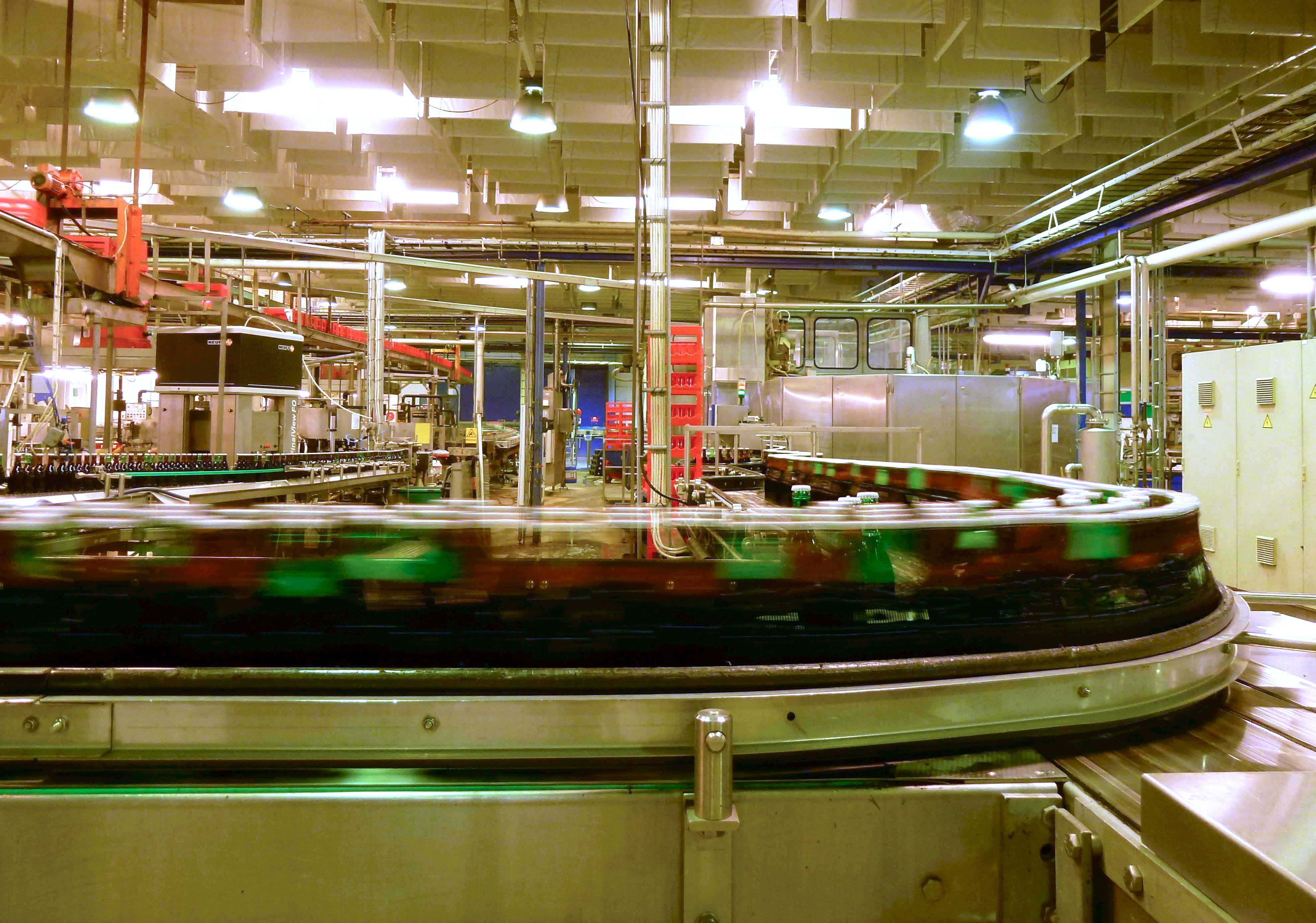
Tappning

## Nedläggningen och framtidsplaner

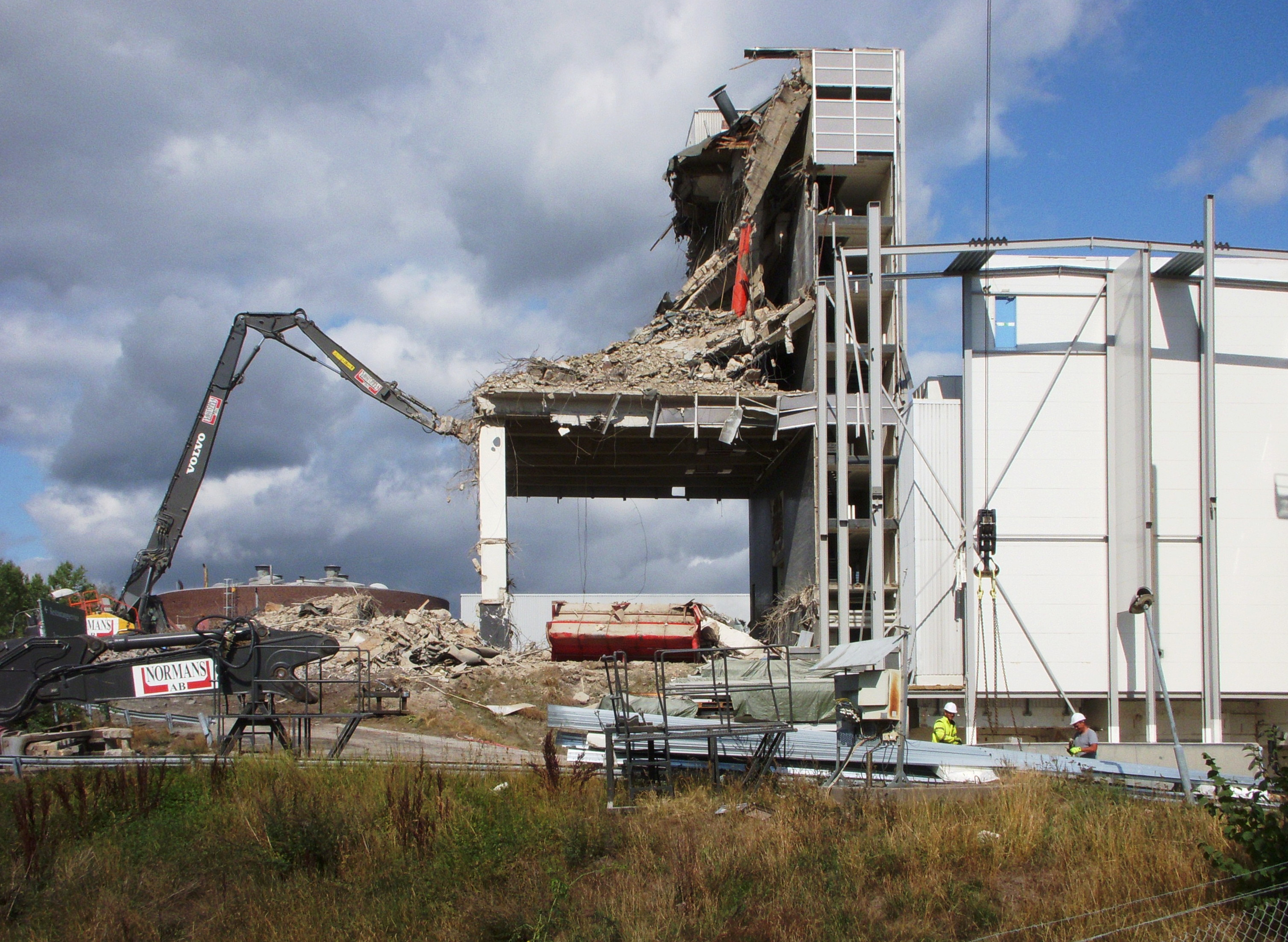
Rivning av brygghuset, augusti 2018.

År 2011 tillkännagav Spendrups företagsledning att verksamheten i Vårby skulle läggas ner. Anledningen var att en expansion i Vårby inte var möjlig då det inte fanns mer mark att bygga på. Under år 2012 stängdes PET-flaskeproduktionen, i april 2013 stängde flasktvätten och i augusti 2013 lades hela fabriken ner. Den enda utrustningen som flyttades till Grängesberg var 26 stora öltankar med en volym på cirka 200 000 liter vardera.
Efter nedläggningen av bryggeriverksamheten beslöt Spendrups att riva en del byggnader på området. Det finns olika planer för området. Marken föreslås att bli "sjöstad" kalld Vårby Udde med omkring 2 000 nya bostäder. Planprogrammet för en ny detaljplan presenterades av Huddinge kommun hösten 2018 och klubbades på våren 2020.
Om planerna antas beräknas projektet beräknas börja genomföras under första kvartalet 2026.
Spendrups tidigare huvudkontor vid Vårby allé skall byggas om till en grundskola för Internationella Engelska Skolan. Skolan kommer att rymma 600 barn från förskoleklass upp till årskurs 9 och planeras öppna i augusti 2023.